# 심플 라이프 (텔레비전 프로그램)
심플 라이프(The Simple Life)는 2003년 12월 2일부터 2007년 8월 5일까지 방송된 리얼리티 프로그램이다. 패리스 힐튼과 니콜 리치가 미션에 도전하여, 최종 우승자를 결정하는 프로그램이다.